# 雪利酒

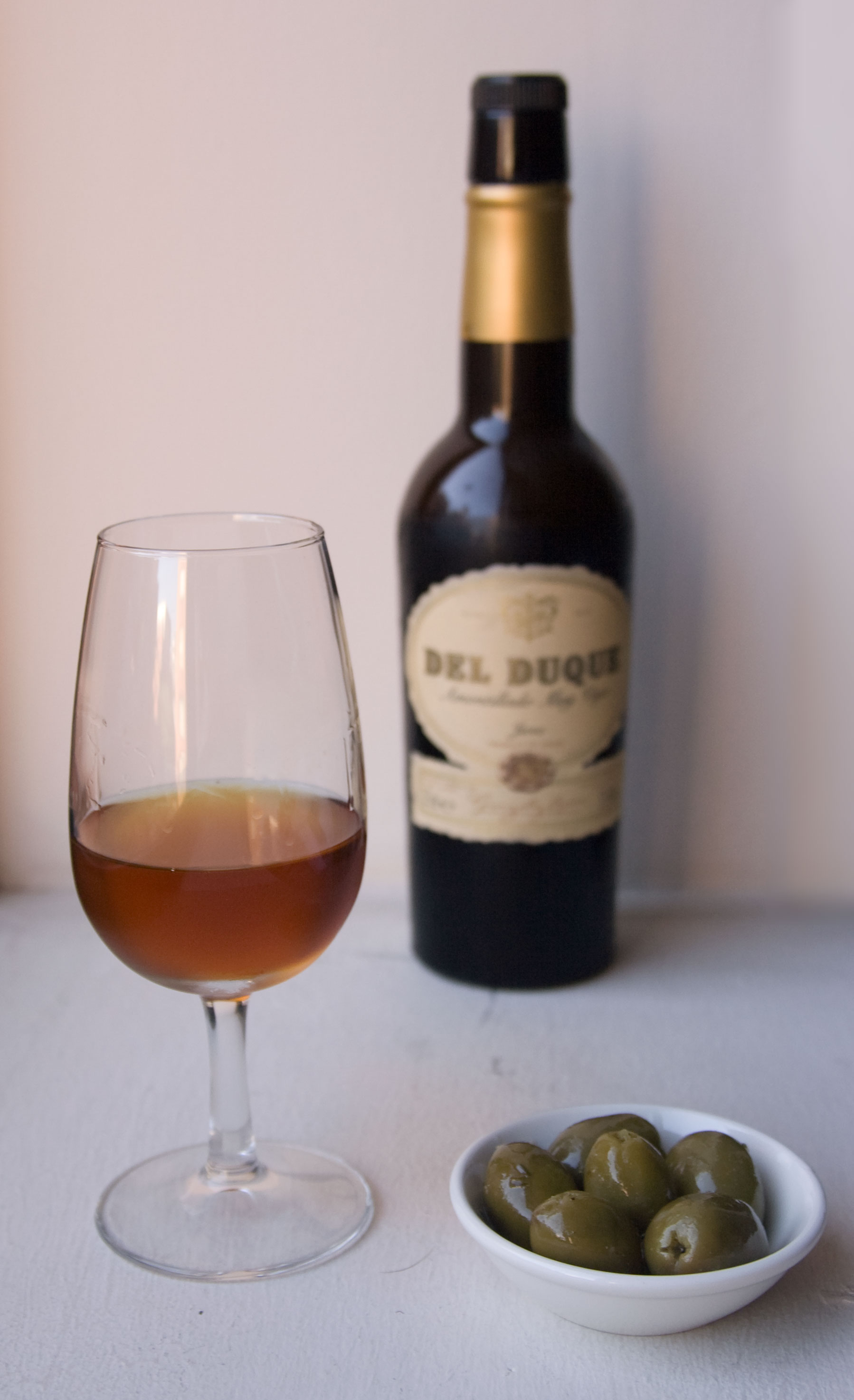
一瓶Amontillado雪利酒配以橄榄

雪利酒（西班牙語： [xeˈɾeθ] 或 [xeˈɾes]；又译：雪莉酒）是一种由产自西班牙南部安达卢西亚赫雷斯-德拉弗龙特拉 (Jerez de la Frontera)的白葡萄所酿制的加强葡萄酒。
其名雪利酒（Sherry）來自於法語：英語化後形成。在早期，雪利酒被称为Sack（源于西班牙文Saca，意思是“提取” [参见solera]）。在欧洲，Sherry是一个专用于原产地的受保护名称，在西班牙法律中，所有标识为Sherry的葡萄酒都必须产自雪利三角洲地区，这是加的斯（Cádiz）省赫雷斯-德拉弗龙特拉（Jerez de la Frontera）, 桑卢卡尔德瓦拉梅达（Sanlúcar de Barrameda）和圣玛丽亚港（El Puerto de Santa María）之间的一块区域。1933年，赫雷斯的原产地名称系统（Denominación de Origen）首次以认可了这种命名方法，正式命名为D.O. Jerez-Xeres-Sherry，并成立了管理委员会D.O. Manzanilla Sanlúcar de Barrameda。
雪利酒涵盖了众多不同的种类，从生物陈年类型，比如菲諾，到氧化陈年类型，比如歐羅洛索。无论哪种陈年方式，干型雪莉酒都是酿自帕罗米诺葡萄；甜型雪莉酒则会使用麝香葡萄和佩德罗·希梅内斯进行酿制。
生物陈年的雪莉酒不会加入烈酒进行强化，而是靠酒液表面的一层酵母菌（flor）将酒液与空气隔绝开，因此酒液颜色浅，味道干爽、清淡；氧化陈年的雪莉酒则会使用白兰地进行强化，一旦加入烈酒酵母菌就无法生存，酒液因此与氧气接触，陈年后酒液颜色深，味道厚重。目前生产的雪利酒除了干型与自然甜型外，还有酿造完成后通过勾兑添加甜味的淡奶油雪莉酒（Pale Cream），半甜型雪莉酒（Medium）和奶油雪莉酒（Cream）类型。
雪利酒被许多葡萄酒评论家 誉为“被低估的” 和“被忽视的”葡萄酒珍品。

## 历史
自公元前1100年腓尼基人将酿酒技术引入了西班牙后，赫雷斯一直是葡萄栽培中心。公元前200年左右，当罗马人进驻伊比利亚后，酿酒得到了进一步的发展。公元711年，摩尔人占领了该地区，并引入了蒸馏技术，从而催生了白兰地和强化葡萄酒的诞生。
在摩尔人占领时期，该城镇被称作Sherish（翻译自阿拉伯语شريش），这一名称以后派生为现今的Jerez和Sherry。位于伊朗中南部的设拉子（Shiraz）也酿制一种类似于雪利酒风格的传统葡萄酒，但通常不认为雪利酒的名称由此派生。
葡萄酒生产一直持续了5世纪，贯穿阿拉伯帝国统治时期。公元966年，科尔多巴第二任哈里发哈卡姆二世下令摧毁所有葡萄种植园。然而赫雷斯本地居民以种植园同时也为帝国士兵提供供给为由提出上诉，使得哈里发保留了三分之二的种植园。
1264年，卡斯蒂利亞的阿方索十世統治了城市。从此，雪利酒的生产，以及向欧洲地区的出口都显著增长。到16世纪末，雪利酒在欧洲被誉为世界上最好的葡萄酒。
克里斯托弗·哥伦布带着雪利酒启程航向新世界，而1519年费迪南德·麦哲伦准备环游世界前，他花费在雪利酒上的钱比花费在武器上的还多。
雪利酒在大不列颠很受欢迎，尤其是在1587年弗朗西斯·德雷克（Francis Drake）洗劫加迪斯之后。当时加迪斯是西班牙最重要的港口之一，当时西班牙在加迪斯整备一支舰队准备入侵英国。在摧毁敌方舰队之后，德雷克带回来的战利品中有大约3000桶雪利酒 （页面存档备份，存于）。这些酒本来放在岸上准备被装载上船销往国外。这些战利品在英伦三岛引发了雪利酒热潮。
因为雪利酒是出口到英国的主要葡萄酒，所以形成了许多英国公司和风格。许多赫雷斯的酒窖是由英国家族成立的。
1894年由于爆发了葡萄根瘤蚜虫灾害，赫雷斯产区遭到沉重打击。大的葡萄种植园改种耐虫害品种，而大多数小种植园无法与灾害抗争，不得不永远荒废了他们的种植园。
西班牙制造商已经注册了“Jerez”、“Xérès”、“Sherry”这些名称，并对其他地区生产的类似强化葡萄酒使用这些名称的行为进行起诉。1933年，西班牙Estatuto del Vino法（酒法）第34条款确立了雪利酒为西班牙葡萄酒的专有命名。如今，雪利酒的官方地位更是得到了欧盟广泛立法的保护。雪利酒必须来自于加迪斯省赫雷斯，桑卢卡尔德瓦拉梅达和聖瑪麗亞港之间的三角地带。然而，“雪莉”这个字眼在美国被作为一个半通用的名称，与一区域名一起使用，比如美国雪利酒（American sherry）或加州雪利酒（California sherry）。澳大利亚的葡萄酒生产商现今使用名称“apera”以取代“sherry”。

## 分类
- Fino 是西班牙语中“好”的意思，在所有的雪利酒传统品种中，Fino是最乾最白的。在橡木桶中，酒被覆盖在一层薄薄的酵母膜下进行陈酿，称作酒花（flor），避免与空气接触。
- Manzanilla 是Fino的一种特殊的清淡的品种，产自Sanlúcar de Barrameda港口附近。
- Amontillado 是一种于“酒花”覆盖下陈酿一段时间后暴露于空气中进一步氧化的雪利酒。这种酒比Fino色泽更深，但是又不及Oloroso深。酒味略乾，有时带有轻微的或中度的甜味，而这些带有甜味的酒也可以不被划分为Amontillado[11]。
- Oloroso 是一种比Fino或Amontillado氧化时间更长的一种雪利酒，拥有深沉丰富的色泽。酒精浓度通常在18-20%，也是度数最高的瓶装雪利酒。和Amontillado一样，味略乾，通常制作成甜味进行出售，稱作奶油雪莉（Cream Sherry）。
- Palo Cortado 最初像Amontillado一样进行陈酿，通常陈酿3至4年，然后却产生了类似Oloroso一样的特性。这是因为在酿造过程中，或者“酒花”由于意外被杀死了，或者是强化或过滤流程导致了“酒花”的死亡。
- Jerez Dulce 被称作甜雪利酒，使用乾的了佩德罗·希梅内斯（PX）或莫斯卡托葡萄进行发酵酿制，生产出一种非常甜的暗褐色或黑色的葡萄酒。也可通过混合甜葡萄酒和葡萄汁，并乾燥后生产。
- Cream 是一种甜化的Oloroso，色泽从深琥珀色到金黄色，味道非常甜。通常通过混合不同的甜葡萄酒来制作，比如混合Oloroso和PX。

2012年4月12日，Origen Montilla-Moriles和Jerez-Xérès-Sherry的甜度和强化程度划分细则进行了修改，以严格诸如"Rich Oloroso"，"Sweet Oloroso"和"Oloroso Dulce"这样的甜味Oloroso或甜味Amontillado的限制条款。这些种类的雪利酒现在都被统称为“奶油雪莉”，或类似“混合Oloroso/Amontillado”这样的叫法。以甜度划分的细则如下：
| 雪利酒類型    | 酒精度  | 糖含量 (克每公升) |
| ------------- | ------- | ----------------- |
| Fino          | 15-17   | 0–5               |
| Manzanilla    | 15-17   | 0–5               |
| Amontillado   | 16-17   | 0–5               |
| Palo Cortado  | 17-22   | 0–5               |
| Oloroso       | 17-22   | 0–5               |
| Dry           | 15-22   | 5–45              |
| Pale Cream    | 15.5-22 | 45–115            |
| Medium        | 15-22   | 5–115             |
| Cream         | 15.5-22 | 115-140           |
| Pedro Ximénez | 15-22   | 212+              |
| Moscatel      | 15-22   | 160+              |
| Dulce / Sweet | 15-22   | 160+              |

## 生产

### 气候
赫雷斯地区有一个规律的气候系统，大约每年70天的雨天和几乎300天的大晴天。雨水集中在每年的10月至次年的5月，雨量大约平均600升/平方米。夏季干燥高温，气温高达40摄氏度（104华氏度）。然而每天早晨海风为种植园带来水分，土壤中的粘土将水分保留在地表下。全年的平均温度约为18摄氏度（64华氏度）。

### 土壤
在赫雷斯地区，种植酿造雪利酒用葡萄的土壤分为有3种类型：
- Albariza：最轻的土壤，几乎是白色的，最适合种植帕罗米诺葡萄。含大约40-50%白垩，其余为石灰石，粘土和沙子的混合物。在炎热的夏季Albariza可以锁住水分。
- Barros：深褐色土壤，10%白垩，粘土成分高。
- Arenas：土黄色，还有10%白垩，但含砂量高。

Albariza土壤最适合种植帕罗米诺葡萄，法律规定制作雪利酒的葡萄，40%必须来自Albariza土壤。Albariza土壤的好处是，它可以反射太阳光到藤蔓上，促进它光合作用。土壤的性质是非常吸水和紧密，所以它可以锁住并最大限度地利用赫雷斯地区稀少的雨水。Barros和Arenas土壤大多用于种植佩德罗·希梅内斯和莫斯卡托葡萄。

### 葡萄
在1894年的葡萄根瘤蚜虫害之前，在西班牙估计有超过100种葡萄用于生产雪利酒，但现在只有三个白葡萄品种用于生产雪利酒：
- Palomino： 帕罗米诺是生产干雪利酒的主要葡萄。约90%为雪利酒种植的葡萄为帕罗米诺。帕罗米诺葡萄生产的酒具有非常清单和中性的特点。这一特征也使得帕罗米诺成为酿造雪利酒的一个理想葡萄品种，因为它轻易的就可以增强雪利酒的酿酒风格[13]。
- Pedro Ximénez： 佩德罗·希梅内斯用于生产甜的葡萄酒。收获时，这些葡萄通常在阳光下干燥两天，以集中糖份。
- Moscatel： 麝香同佩德罗·希梅内斯一样，但不常用。

雪利酒风格的葡萄酒在其他国家经常使用其他葡萄品种。

### 发酵
帕罗米诺葡萄在九月初收获，轻轻挤压榨取葡萄汁。第一轮榨取的葡萄汁（the primera yema）用于生产Fino和Manzanilla；第二轮榨取的葡萄汁（segunda yema）将用于生产Oloroso;剩余的压榨物用以生产小部分葡萄酒，蒸馏和醋。接着葡萄汁在一个不锈钢桶发酵，直到十一月底，生产11-12%度的干白葡萄酒。

### 强化
发酵结束后，立即对酒进行取样，并进行第一次分类。根据葡萄酒的潜力在木桶上标有下列符号：
/ 单斜杠表示酒拥有最好的味道和香气，适合制作Fino或Amontillado。这些酒被强化到15%度以适合“开花”的生长。
/. 单斜杠加一点表示更重，更浓郁的葡萄酒。这些酒都强化为约17.5度防止“开花”的生长，这些葡萄酒氧化陈酿以生产Oloroso。
// 双斜杠表示将进一步发酵，然后再确定是否用于生产Amontillado或Oloroso。这些酒都强化到约15%度。
/// 三斜杠表示已不适合酿酒，将蒸馏。
雪利酒强化过程中使用的酒，都是通过葡萄酒蒸馏得到的，通常来自拉曼查（La Mancha）。烈酒首先混合成熟的雪利酒，得到50比50的混合物，称为mitad y mitad（一半一半），然后mitad y mitad以适当比例混合年轻的雪利酒。分两个阶段的程序进行强化，目的是使高度数的酒精不会影响年轻的雪利酒并破坏其风味。

### 陈酿
加强葡萄酒存放在500升的木桶中。木桶是由北美橡木制作，比起法国或西班牙橡木没那么多孔隙。酒填入木桶六分之五满，在顶部留下“两个拳头的空间”，给“开花”在酒表面生长。
然后雪利酒在索雷拉陈酿系统中陈酿。新酒被装入一系列堆叠的酒桶中，酒桶有3至9层。定期的，使用称为canoa（独木舟）和rociador（洒水）的工具轻轻将某一层葡萄酒被移动到下一层酒桶中，避免损坏桶中的“开花”。最后，只有在最下一层酒桶中的酒被装瓶和销售。根据不同类型的酒，每次转移的酒大约在5%至30%。这个过程被称为“跑标尺（running the scales）”，因为每层桶被称为一个标尺。
所以装瓶的最年轻的葡萄酒有系统中桶的层数决定，而每一瓶也包含了一些成熟的酒。雪利酒需在索雷拉陈酿系统中陈化至少3年以上。

## 储存
一旦瓶装，雪利酒将不会进一步陈酿，并且应该尽快饮用，然而长年陈酿氧化的雪利酒可以存放数年而不失风味。酒瓶应直立存放，以减少酒的暴露表面积。与其他葡萄酒一样，雪利酒应存放在阴凉的地方。
Fino和Manzanilla是雪利酒中最脆弱的类型，通常开瓶后立即喝掉。在西班牙，Fino往往按半瓶装出售，以防开瓶后来不及喝完造成浪费 。Amontillados和Olorosos存放时间较长，而更甜的品种，如PX的和混合奶油雪利酒，开瓶后能够存放几个星期甚至几个月的时间，因为其中含有的糖份可以起到防腐剂的作用。

## 饮用
雪利酒传统上使用一种小杯进行品尝，称为copita，这是一种特殊的郁金香形雪利酒杯。雪利酒以一种华丽的方式，称为venenciador，进行品尝。venenciador由来自一种特殊的名为venencia的杯子，传统上由银制作，有一根长长的鲸鱼骨做成的把手。venencia杯子足够窄，足以通过塞孔，舀出定量雪利酒，然后高高从头顶隆重的倒入另外一只手中的copita杯中。
最近，年轻人将雪利酒与柠檬水、軟性飲料和冰混合。早在维多利亚时代的这种称为Rebujito的混合饮料就已流行，当时称作雪利皮匠（sherry-cobbler）。

## 文化
有许多作家对雪利酒有所描写，包括莎士比亞、Benito Pérez Galdós、亞歷山大·弗萊明，以及愛倫·坡（他曾撰寫短篇小說〈一桶阿蒙蒂亞度酒〉）。
有些着重于西班牙传统文化，如Toro de Osborne，Tío Pepe的瓶子的形状。
在沃尔特·迪士尼的电影《歡樂滿人間》，Banks先生沿路每天晚上，下午6:02准时享用雪利酒。

## 相关页面
- 波特酒